# Puente de la Torre
El Puente de la Torre (en inglés: Tower Bridge) es un puente basculante y colgante de Londres, construido entre 1886 y 1894, que cruza el río Támesis cerca de la Torre de Londres y se ha convertido en uno de los símbolos de la ciudad. Por esto, es confundido a veces con el Puente de Londres, situado unos ochocientos metros río arriba. El Puente de la Torre es uno de los cinco puentes de Londres que son actualmente propiedad de Bridge House Estates, un fideicomiso de caridad supervisado por la City of London Corporation. Es el único de los puentes del fideicomiso que no conectan directamente la City de Londres con la orilla de Southwark, dado que su lado norte está en Tower Hamlets. Construido entre 1886 y 1894, fue diseñado por Horace Jones, correspondiendo el proyecto de ingeniería a John Wolfe Barry con la ayuda de Henry Marc Brunel.
El puente consiste en dos torres de puente unidas entre sí en la parte superior por dos pasarelas horizontales, diseñadas para resistir las fuerzas horizontales de tensión ejercidas por las secciones colgantes del puente que se encuentran a ambos lados de las torres. Las componentes verticales de las fuerzas en las secciones colgantes y las reacciones verticales de las dos pasarelas son soportadas por las dos robustas torres. Los pivotes basculantes y la maquinaria están alojados en la base de cada torre. Antes de su restauración en la década de 2010, los colores del puente databan de 1977, cuando fue pintado de rojo, blanco y azul para el Jubileo de Plata de la reina Isabel II. Sus colores fueron posteriormente restaurados a azul y blanco.
La cubierta del puente es accesible libremente a vehículos y peatones, mientras que las torres gemelas del puente, las pasarelas y las salas de máquinas victorianas forman parte de la Tower Bridge Exhibition, y para acceder a ella hay que pagar una entrada. Las estaciones más cercanas del Metro de Londres son Tower Hill en las líneas Circle y District, London Bridge en las líneas Jubilee y Northern y Bermondsey en la línea Jubilee, y la estación más cercana del Docklands Light Railway es Tower Gateway. Las estaciones más cercanas de National Rail son Fenchurch Street y London Bridge.

## Historia

### Inicios

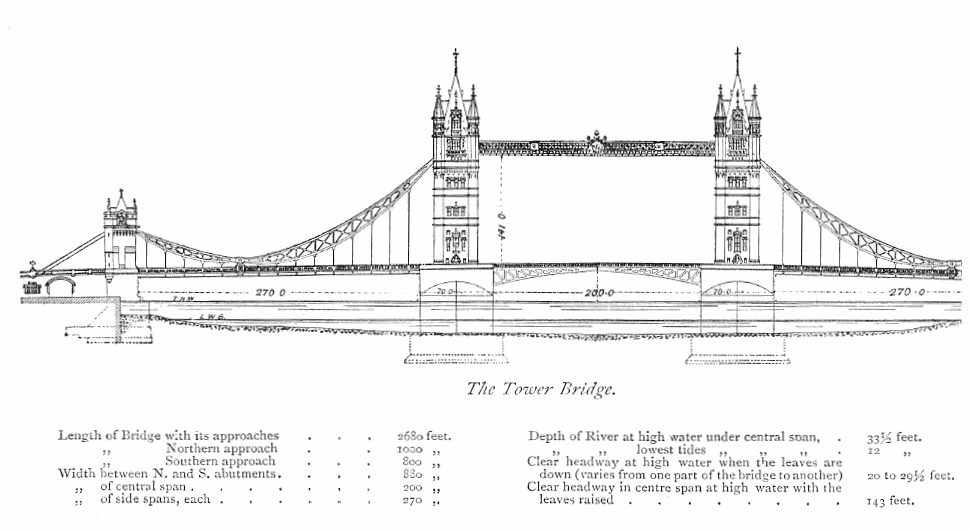
Alzado con dimensiones.

En la segunda mitad del siglo xix, el aumento del desarrollo comercial en el East End de Londres hizo necesario un nuevo puente río abajo del Puente de Londres. No se podía construir un puente fijo tradicional al nivel de la calle porque habría cortado el acceso de los barcos de vela a las instalaciones portuarias de la Pool of London, situadas entre el Puente de Londres y la Torre de Londres.
En 1877 se formó un comité llamado Special Bridge or Subway Committee, presidido por Sir Albert Joseph Altman, para encontrar una solución al problema del cruce del río. Se presentaron más de cincuenta diseños, incluido uno del ingeniero civil Sir Joseph Bazalgette. El diseño de Bazalgette fue rechazado debido a la falta de suficiente altura libre, y no se aprobó un diseño hasta 1884, cuando se decidió construir un puente basculante. Sir John Wolfe Barry fue nombrado ingeniero con Sir Horace Jones como arquitecto (que también era uno de los jueces). En 1885 se aprobó una Ley del Parlamento que autorizaba la construcción del puente y especificaba que la sección que se abriera debía tener una anchura libre de 61 metros y una altura libre de 41 metros, y que la construcción tenía que ser de estilo gótico.
Barry diseñó un puente basculante con dos torres construido sobre pilares. El vano central se dividió en dos básculas u hojas iguales, que podían ser elevadas para permitir que pasara el tráfico fluvial. Los dos vanos laterales eran puentes colgantes, cuyos cables están anclados tanto en los pilares como a través de barras en las pasarelas superiores del puente.

### Construcción

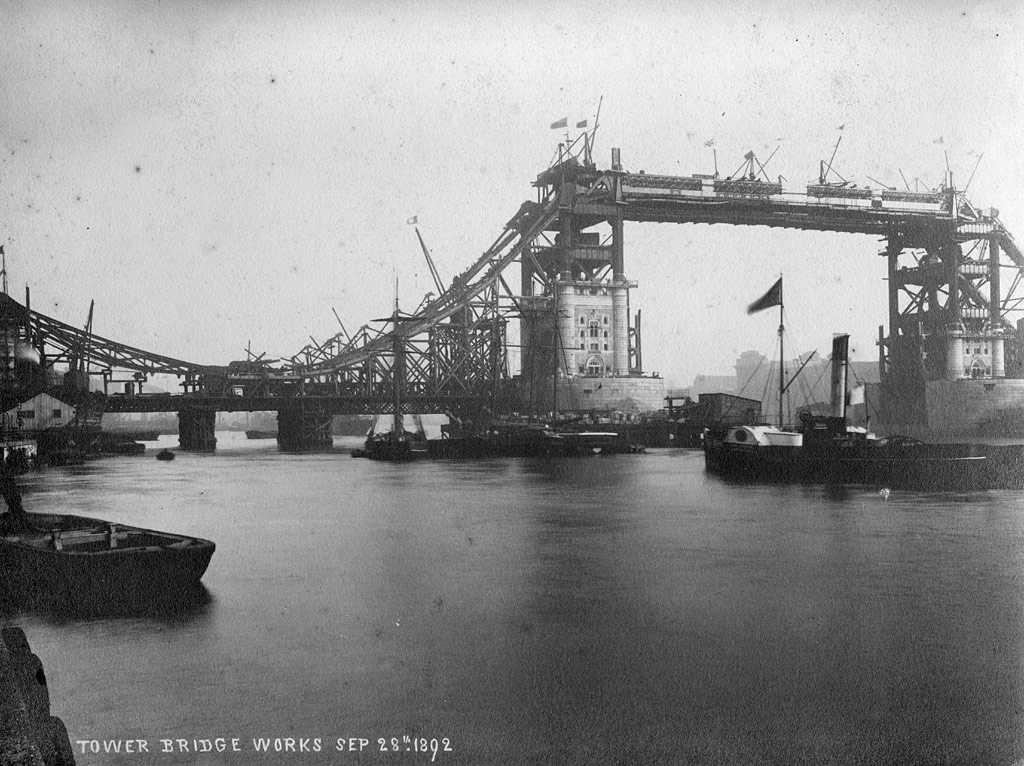
El Puente de la Torre en construcción, en 1892.

La construcción empezó en 1886 y tardó en completarse ocho años con cinco contratistas principales —Sir John Jackson (cimientos), William Armstrong (hidráulico), William Webster, Sir H.H. Bartlett y Sir William Arrol & Co.— y dio empleo a 432 trabajadores. E. W. Crutwell fue el ingeniero residente de la construcción.
Dos masivos pilares, que contienen más de setenta mil toneladas de hormigón, fueron hundidos en el lecho del río para sostener la construcción. Más de once mil toneladas de acero proporcionaron la estructura de las torres y las pasarelas. El puente fue revestido posteriormente con granito de Cornualles y piedra de Pórtland, tanto para proteger las estructuras de acero subyacentes como para darle una apariencia más agradable.
Jones murió en 1886 y George D. Stevenson se hizo cargo del proyecto. Stevenson sustituyó la fachada original de ladrillo de Jones con una más decorada de estilo neogótico victoriano, que hace que el puente sea un monumento emblemático, y pretendía armonizarlo con la cercana Torre de Londres. El coste total de la construcción fue de 1 184 000 libras (equivalentes a £143430139 en la actualidad).

### Inauguración

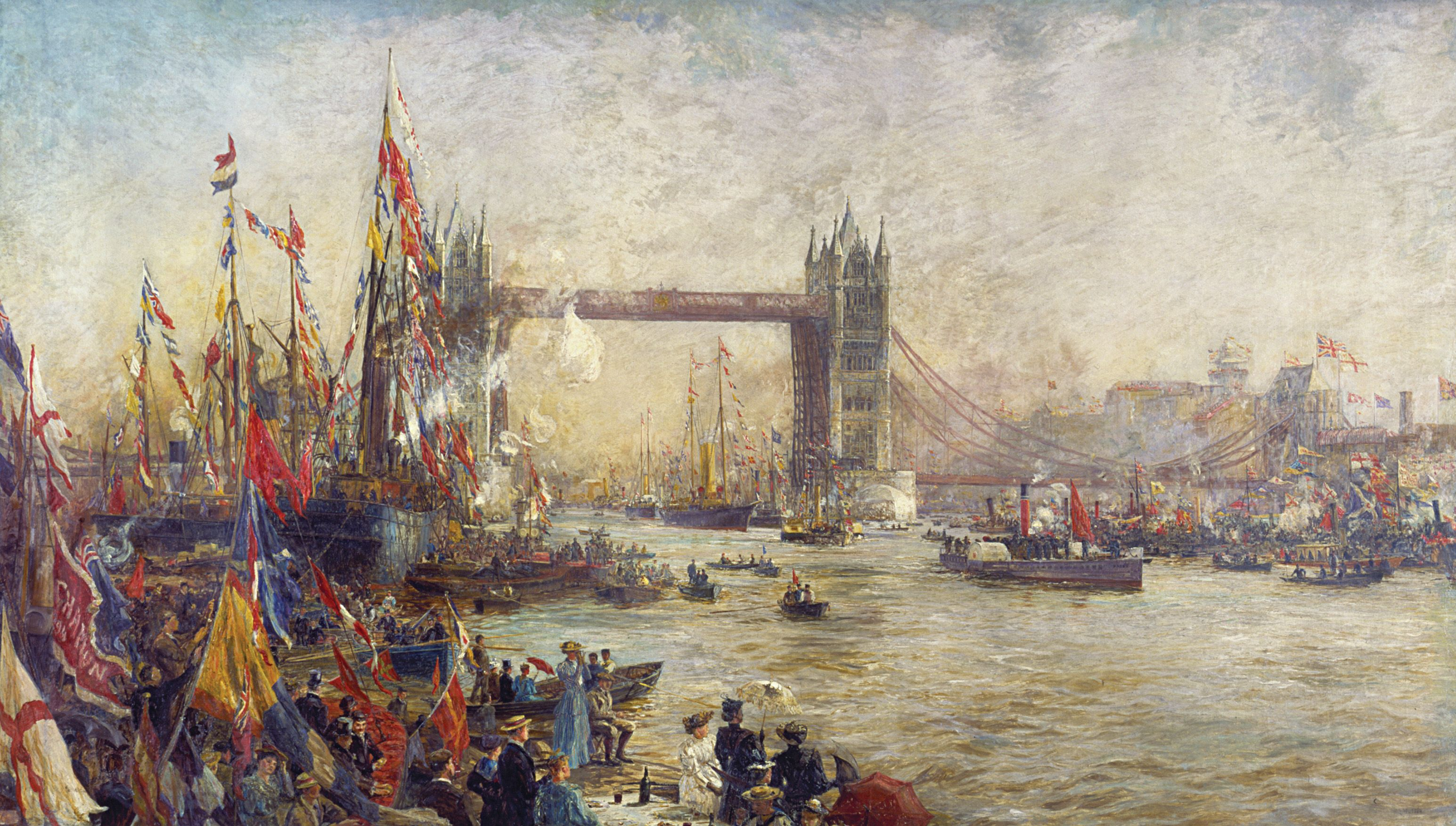
Cuadro de 1895 de la inauguración del Puente de la Torre, William Lionel Wyllie.

El puente fue inaugurado oficialmente el 30 de junio de 1894 por el entonces príncipe de Gales (el futuro rey Eduardo VII), y su esposa, la princesa de Gales (Alejandra de Dinamarca).
El puente conectaba la Iron Gate, en la orilla norte del río, con Horselydown Lane, en el sur, actualmente conocidos como Tower Bridge Approach y Tower Bridge Road, respectivamente. Hasta que se inauguró el puente, la manera más corta de cruzar el río era a través del Tower Subway —400 m al oeste—, que conducía de Tower Hill a Tooley Street en Southwark. Inaugurado en 1870, el Tower Subway fue uno de los primeros ferrocarriles subterráneos («metros») del mundo, pero cerró tras solo tres meses de funcionamiento y fue transformado en un túnel peatonal de peaje. Tras la inauguración del Puente de la Torre, la mayor parte del tráfico peatonal pasó a usar el puente, que era gratuito. Habiendo perdido la mayor parte de sus ingresos, el túnel cerró en 1898.
Las pasarelas entre las torres se ganaron una reputación como refugio de prostitutas y carteristas; como solo eran accesibles mediante escaleras rara vez eran usadas por los peatones, y fueron cerradas en 1910. Las pasarelas reabrieron en 1982.

### Segunda Guerra Mundial

El Puente de la Torre durante el primer ataque aéreo masivo en Londres, 7 de septiembre de 1940.

Durante la Segunda Guerra Mundial y como precaución ante el riesgo de que las motores fueran dañados por el enemigo, se instaló un tercer motor en 1942: un motor de vapor compuesto horizontal de 150 caballos de vapor, fabricado por Vickers Armstrong Ltd. en Newcastle upon Tyne, equipado con un volante de inercia de casi tres metros de diámetro y con un peso de nueve toneladas, que fue gobernado a una velocidad de treinta revoluciones por minuto. El motor se hizo redundante cuando se modernizó el resto del sistema en 1974, y fue donado al Forncett Industrial Steam Museum por la Corporation of the City of London.

### Modernización

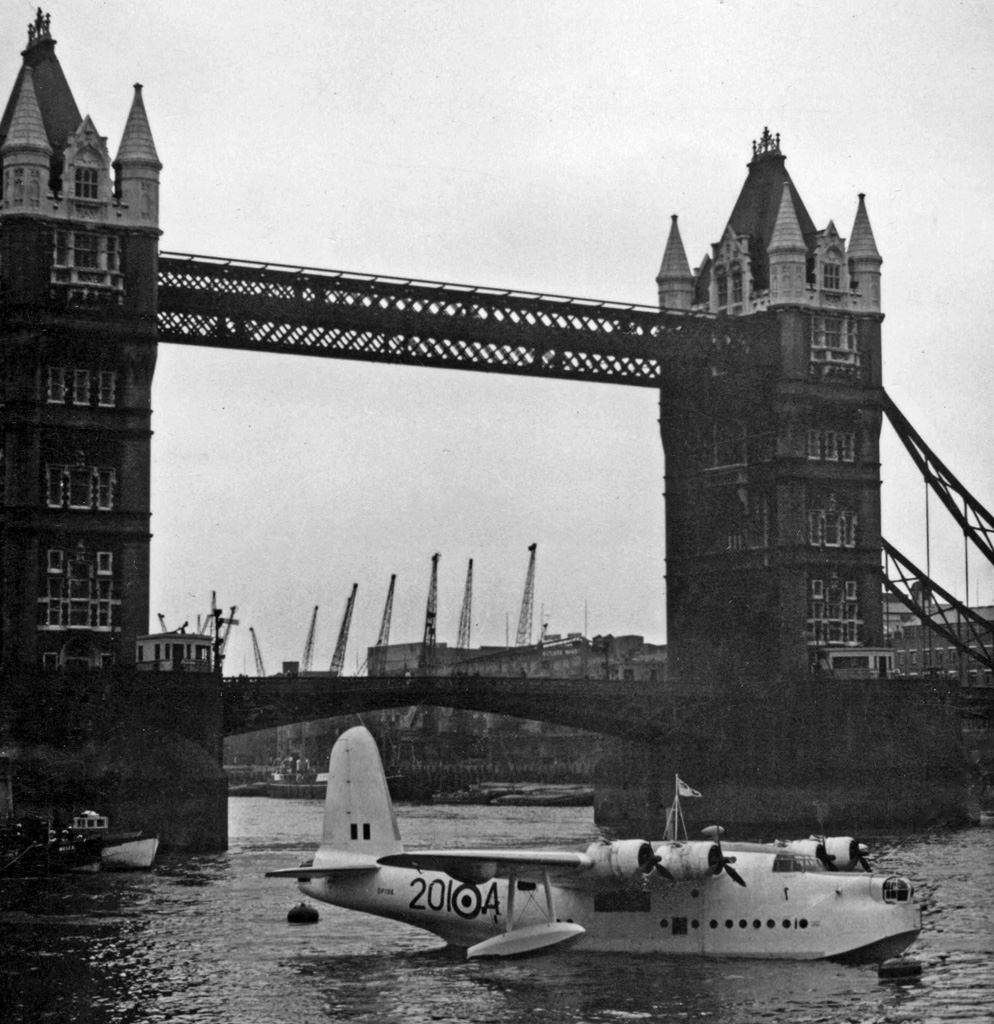
Un Short Sunderland del escuadrón 201 de la RAF amarrado en el Puente de la Torre durante la conmemoración de 1956 de la Batalla de Inglaterra.

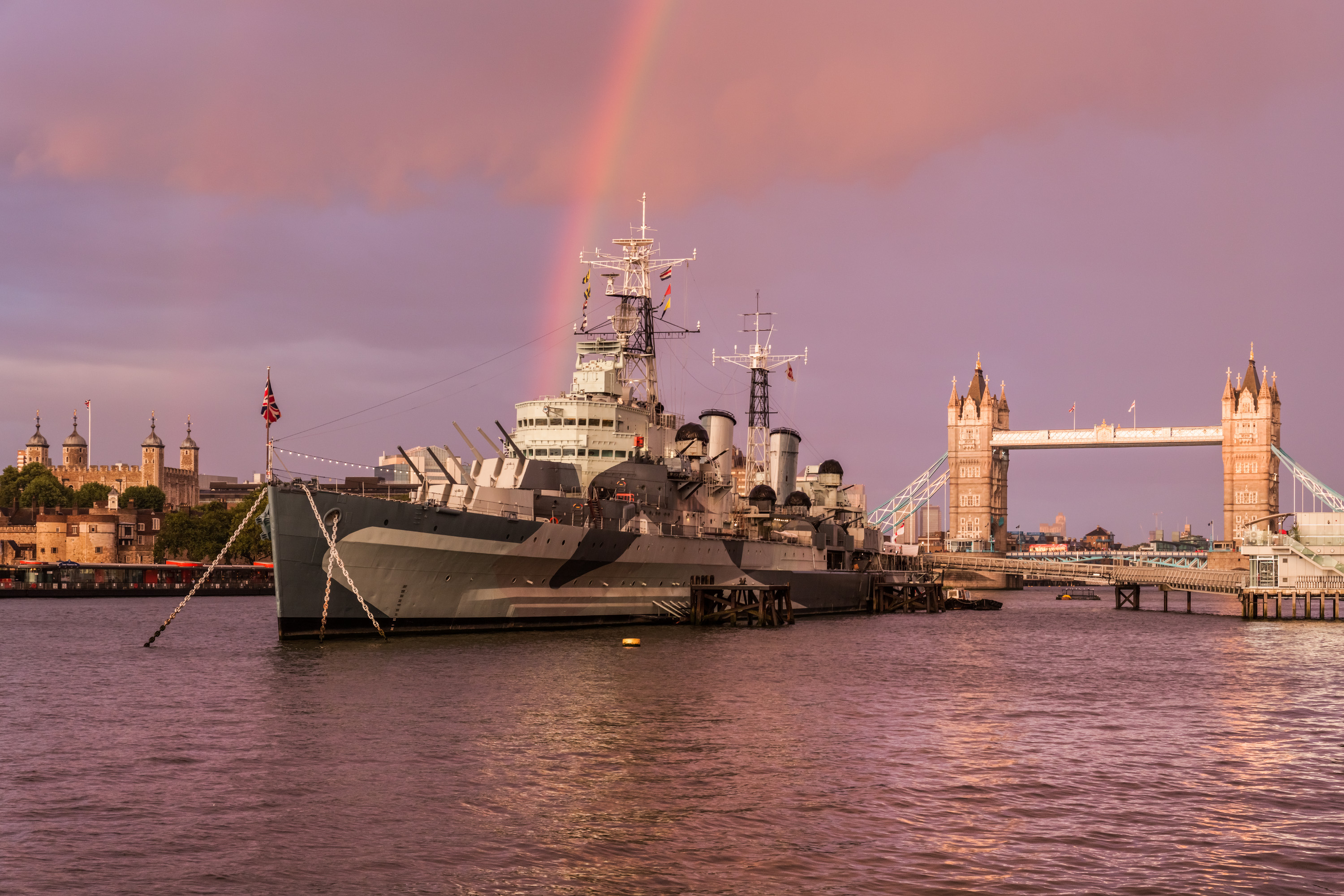
Desde 1971 está amarrado cerca el antiguo crucero ligero HMS Belfast, ahora reconvertido en buque museo.

En 1974, el mecanismo original fue sustituido por un nuevo sistema electrohidráulico, diseñado por BHA Cromwell House, con los piñones originales accionados por motores hidráulicos modernos. En 1982, se inauguró la Tower Bridge Exhibition, situada en las torres gemelas del puente, las pasarelas y las salas de máquinas victorianas. Estas últimas todavía albergan las máquinas de vapor originales y parte de la maquinaria hidráulica original.
En 2000 se instaló un sistema informático para controlar la subida y bajada de las básculas de forma remota. Sin embargo, resultó ser poco fiable, lo que provocó que el puente se quedara bloqueado en su posición abierta o cerrada en varias ocasiones durante 2005 hasta que se sustituyeron sus sensores.

### Renovación de 2008-2012

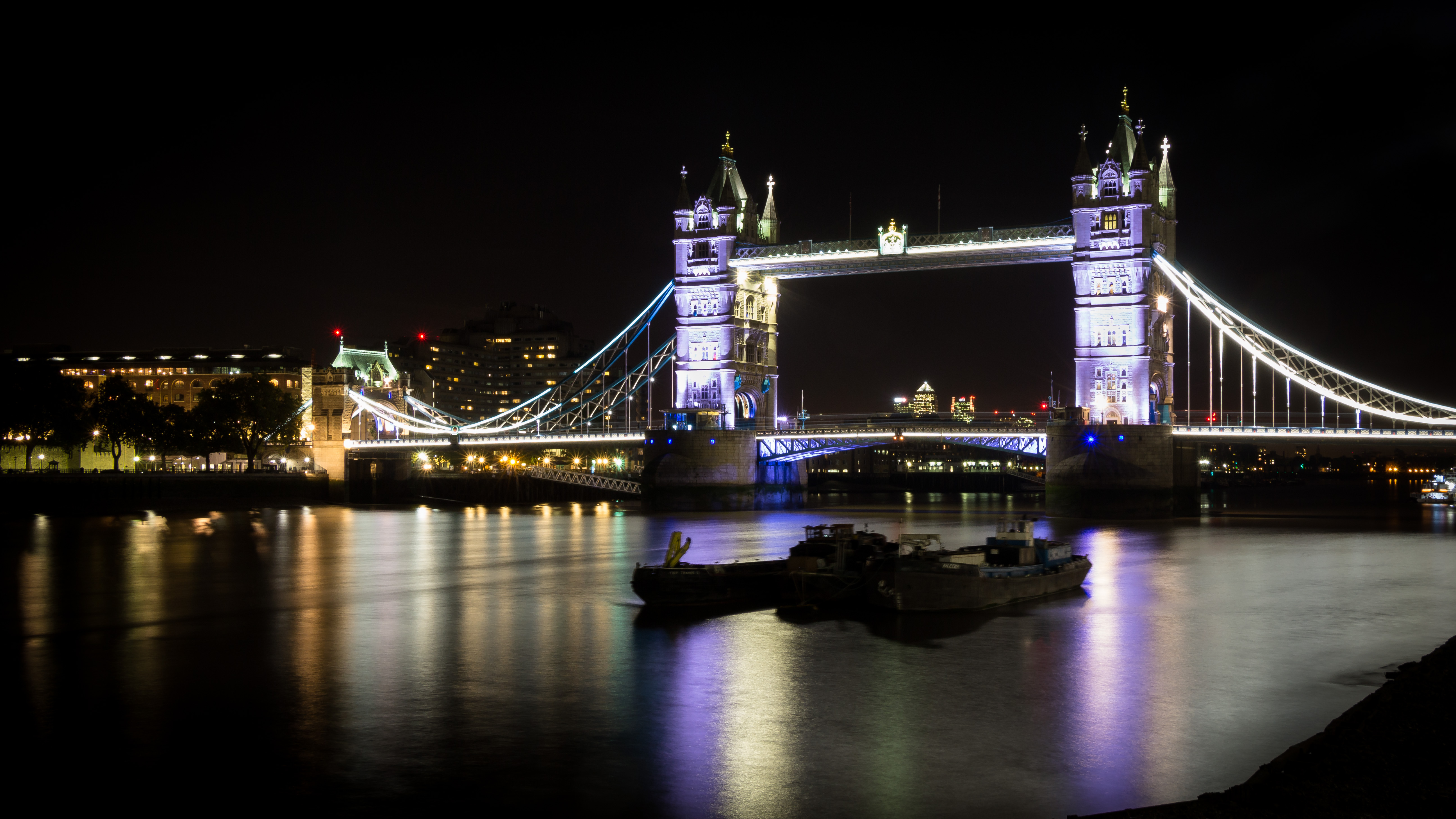
El Puente de la Torre con iluminación led.

En abril de 2008 se anunció que el puente se sometería a un «lavado de cara» con un coste de cuatro millones de libras, que se tardaría en completar cuatro años. Las obras implicaron quitar toda la pintura existente hasta dejar el metal desnudo y repintarlo de azul y blanco. Cada sección se envolvió con andamios y láminas de plástico para evitar que la antigua pintura cayera al Támesis y causara contaminación. A partir de mediados de 2008, los contratistas trabajaron en una sección del puente a la vez para minimizar los trastornos, pero fue inevitable que se tuviera que cerrar el puente en algunas ocasiones.
La renovación del interior de las pasarelas se completó a mediados de 2009. Dentro de las pasarelas se instaló un nuevo sistema de iluminación versátil, diseñado por Eleni Shiarlis, para cuando se usan para exposiciones o funciones. El nuevo sistema usa luces led RGB hechas a medida, escondidas dentro de la superestructura del puente y fijadas sin la necesidad de taladros (estos requisitos eran resultado de la protección del puente como monumento clasificado de Grado I). La renovación de las cuatro cadenas se completó en marzo de 2010 usando un sistema de recubrimiento de última generación compuesto por seis diferentes capas de pintura.

### Juegos Olímpicos y Paralímpicos de Londres 2012

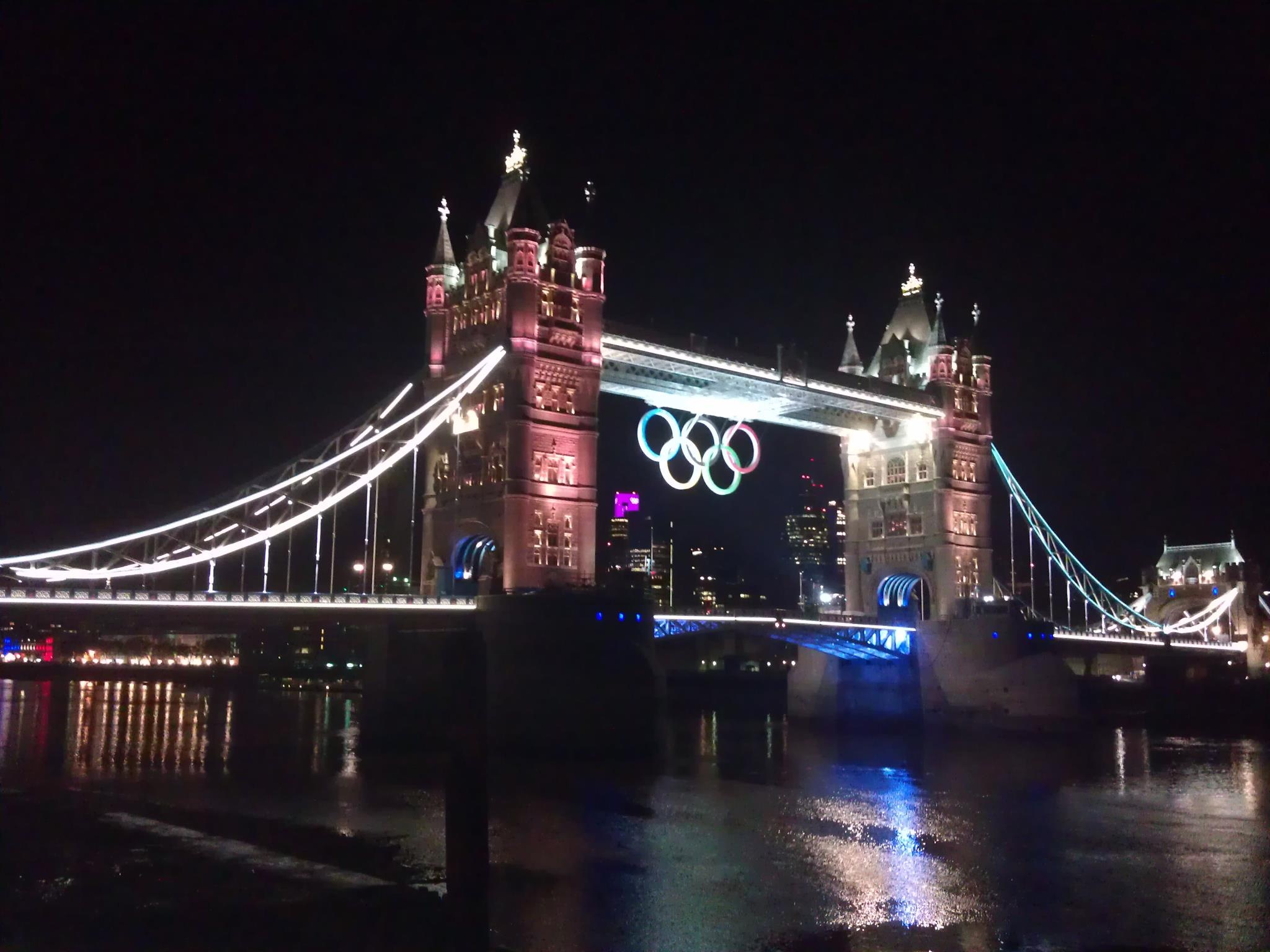
El Puente de la Torre con los anillos olímpicos durante las Olimpiadas de Londres 2012.

El puente apareció en la publicidad para las Olimpiadas de Londres 2012. En junio de 2012 se colgó del puente un conjunto de anillos olímpicos para indicar que quedaba un mes para el inicio de los juegos. La fabricación de los anillos costó 259 817 libras, medían 25 x 11.5 metros y pesaban trece toneladas.
El 8 de julio de 2012, la pasarela oeste se transformó en una Live Music Sculpture de 60 m de largo del compositor británico Samuel Bordoli. Se colocaron treinta músicos clásicos a lo largo de toda su longitud, a 42 metros por encima del Támesis, detrás de los anillos olímpicos. El sonido viajaba hacia atrás y hacia adelante a lo largo de la pasarela, transmitiendo la estructura del puente.
Tras las Olimpiadas, los anillos fueron retirados del Puente de la Torre y sustituidos por el emblema de los Juegos Paralímpicos con motivo de los Juegos Paralímpicos de Londres 2012.

### Renovaciones de 2016
El Puente de la Torre fue cerrado a todo el tráfico rodado durante casi tres meses a finales de 2016 (del 1 de octubre al 30 de diciembre) para permitir que se realizaran obras de mantenimiento estructural. Estas obras incluyeron:
- Realización del mantenimiento de los sistemas de elevación del puente.
- Sustituir la cubierta y volver a pavimentar las pasarelas y la calzada.
- Sustituir las juntas de expansión a lo largo del puente para proporcionar una superficie más suave.
- Impermeabilización de los arcos de ladrillo en los accesos al puente.

Durante esta época el puente siguió abierto al tráfico fluvial, tal y como exige una Ley del Parlamento. El puente estuvo abierto para los peatones excepto tres fines de semana, cuando funcionó un servicio de ferry gratuito.

## Diseño

El Puente de la Torre desde Shad Thames.

### Estructura del puente

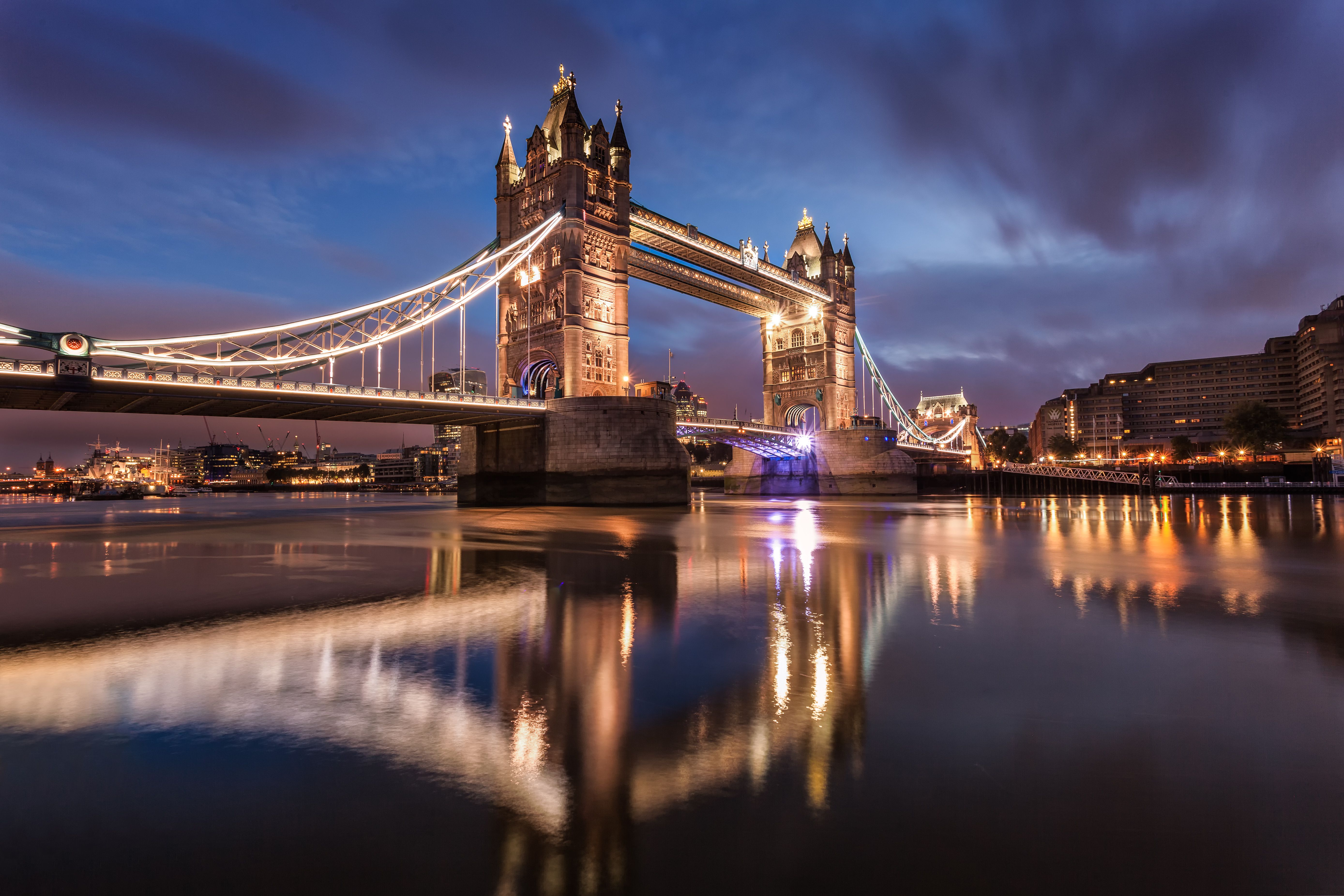
El Puente de la Torre al atardecer.

El puente tiene una longitud de 244 m con dos torres de 65 m construidas sobre pilares. El vano central de 61 m entre las torres está dividido en dos básculas u hojas iguales, que pueden ser elevadas hasta un ángulo de 86 grados para permitir que pase el tráfico fluvial. Las básculas, que pesan más de mil toneladas cada una, tienen contrapesos para minimizar la fuerza necesaria y permitir que sean elevadas en tan solo cinco minutos. Los dos vanos laterales son puentes colgantes, cada uno de ellos de 82 m de longitud, cuyos cables están anclados tanto en los pilares como a través de barras en las pasarelas superiores del puente. Las pasarelas peatonales están a 44 m por encima del río con la marea alta.
La cubierta principal del puente lleva dos carriles de tráfico rodado entre dos pasarelas peatonales que cruzan los dos vanos colgantes y la sección basculante del puente. La calzada pasa por debajo de las dos torres, mientras que las pasarelas peatonales pasan alrededor del exterior de las torres. Una de las chimeneas del puente, que son confundidas a menudo con farolas, está conectada a una antigua chimenea de una sala de guardia de la Torre de Londres, en desuso desde hace mucho tiempo.

### Sistema hidráulico

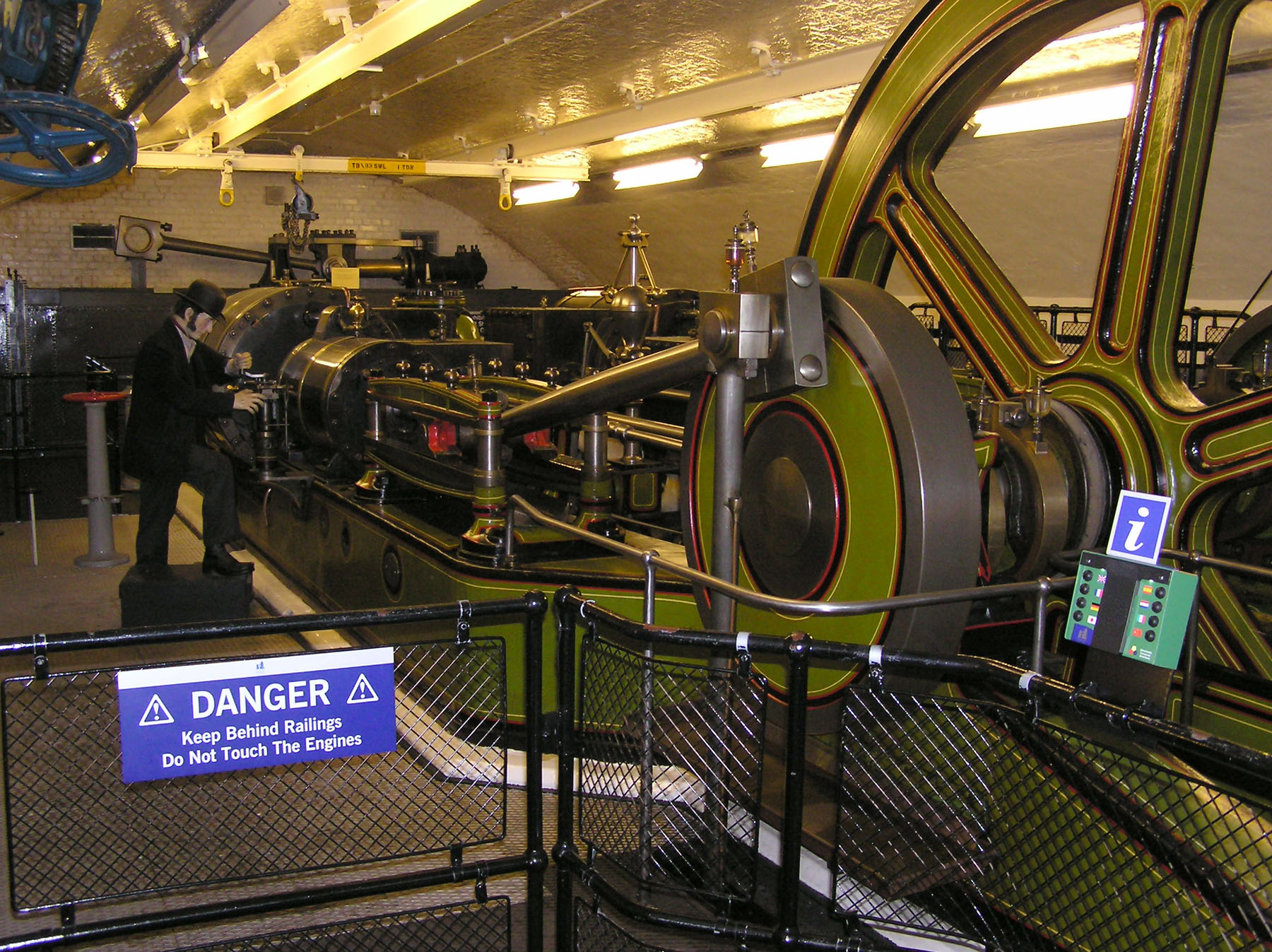
Uno de los motores de vapor originales.

El mecanismo de elevación original era alimentado por agua a presión almacenada en varios acumuladores hidráulicos. El sistema fue diseñado e instalado por Hamilton Owen Rendel mientras trabajaba para la Sir W. G. Armstrong Mitchell & Company de Newcastle upon Tyne. El agua, a una presión de 5,2 MPa, era bombeada a los acumuladores por dos motores de vapor estacionarios compuestos de doble tándem de 360 HP (268 kW), equipados con válvulas deslizantes de expansión Meyer. Cada acumulador incorpora una bomba de ariete de 51 cm en la que se encuentra un peso muy pesado para mantener la presión deseada.
Todo el sistema hidráulico, junto con el sistema de iluminación de gas, fue instalado por William Sugg & Co Ltd., los conocidos ingenieros de gas de Westminster. La iluminación de gas era inicialmente con quemadores de llama abierta dentro de las linternas, pero poco después se transformó al sistema incandescente.
En 1974, el mecanismo original fue sustituido por un nuevo sistema electro-hidráulico, diseñado por BHA Cromwell House. Los únicos componentes del sistema original todavía en uso son los piñones finales, que se enganchan con los bastidores instalados en las básculas. Estos son impulsados por modernos motores hidráulicos y un engranaje, que usa aceite en lugar de agua como fluido hidráulico. Se ha conservado parte de la maquinaria hidráulica original, aunque ya no está en uso. Está abierta al público y forma la base del museo del puente, que se encuentra en las antiguas salas de máquinas en el lado sur del puente. El museo incluye los motores de vapor, dos de los acumuladores y uno de los motores hidráulicos que movían las básculas, junto con otros objetos relacionados.

### Señalización y control
Para controlar el paso del tráfico fluvial bajo el puente, se han usado varias reglas y señales diferentes. Durante el día, el tráfico era controlado por semáforos rojos, colocados en pequeñas cabinas de control a cada extremo de los dos pilares del puente. Por la noche, se usaban luces de colores, en cada dirección, en ambas torres: dos luces rojas para indicar que el puente estaba cerrado, y dos verdes para indicar que estaba abierto. Con niebla, también se tocaba un gong.
Los buques que pasaran por el puente también tenían que mostrar señales: durante el día, tenían que colocar en lo alto, a la vista, una bola negra de al menos 60 cm de diámetro; por la noche, dos luces rojas en la misma posición. Si había niebla tenían que hacer sonar de manera repetida el silbato de vapor del barco. Si se colgaba una bola negra desde el centro de cada pasarela (o una luz roja por la noche), esto indicaba que el puente no se podía abrir. Estas señales eran repetidas unos 900 m río abajo, en Cherry Garden Pier, donde los barcos que necesitaban pasar por el puente tenían que izar sus señales o luces y tocar su bocina, según correspondiera, para alertar al maestro del puente. Algunos de los mecanismos de control del equipo de señalización se han conservado y se pueden ver en funcionamiento en el museo del puente.

## Tráfico

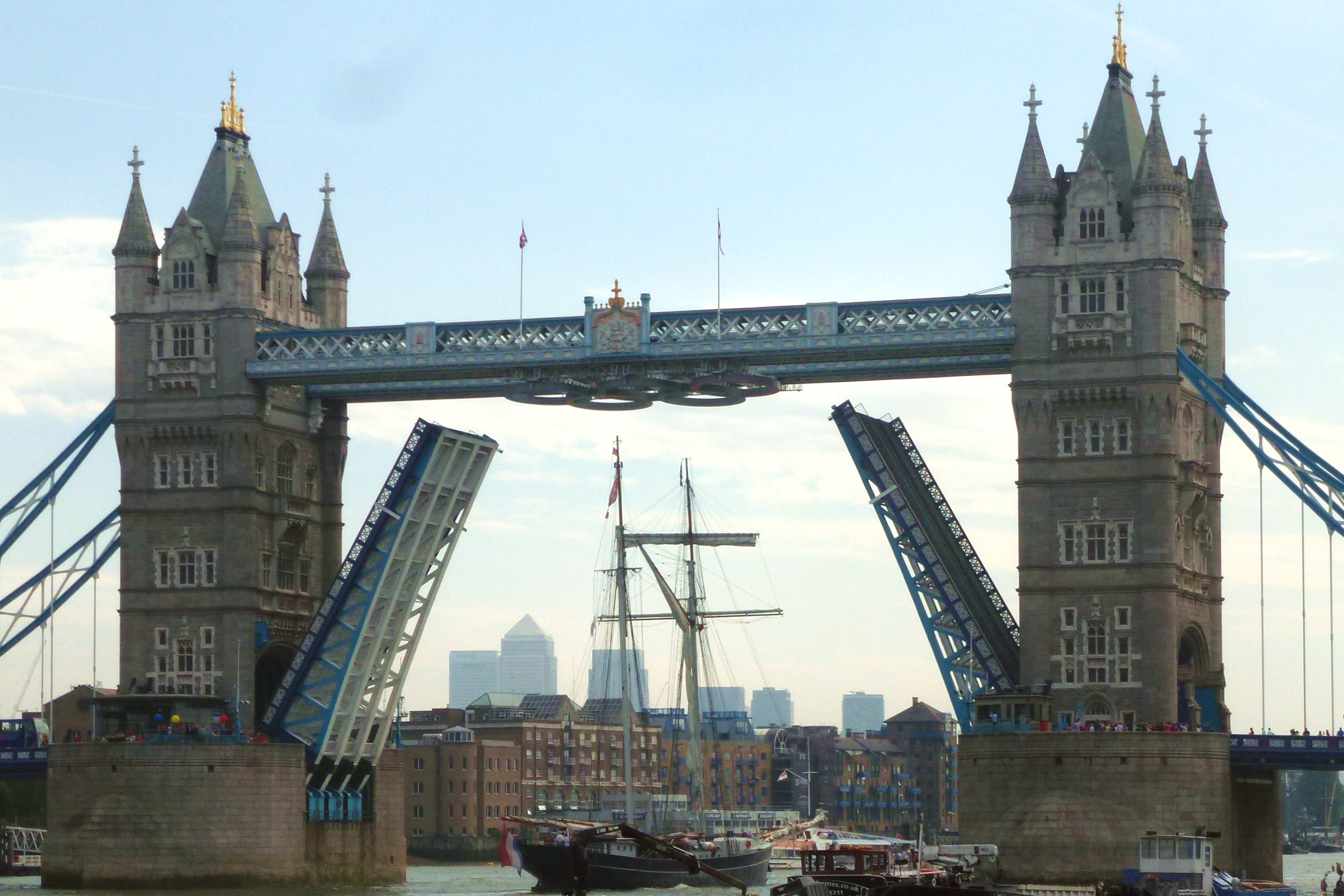
El velero de mástiles altos Wylde Swan pasando por debajo del Puente de la Torre decorado para las Olimpiadas de Londres en agosto de 2012.

### Carretera
El Puente de la Torre sigue siendo un cruce muy transitado del Támesis: es cruzado por más de cuarenta mil personas cada día entre motoristas, ciclistas y peatones. El puente está en la London Inner Ring Road, y está en el límite este de la zona de la tarifa de congestión de Londres (el puente no está incluido en la zona).
Para mantener la integridad de la estructura, la City of London Corporation ha impuesto un límite de velocidad de 20 millas por hora (32 km/h), y un límite de peso de 18 toneladas para los vehículos que usen el puente. Un sistema de cámaras mide la velocidad del tráfico que cruza el puente usando un sistema de reconocimiento de matrículas para enviar multas a los conductores con exceso de velocidad. Un segundo sistema monitoriza otros parámetros de los vehículos, y usa detectores de bucle de inducción y sensores piezoeléctricos para medir el peso, la altura del chasis por encima del nivel del suelo y el número de ejes de cada vehículo.

### Río
Las básculas se elevan unas mil veces al año. El tráfico fluvial se ha reducido mucho, pero todavía tiene prioridad sobre el tráfico rodado. Actualmente, se necesita avisar con 24 horas de antelación para que se abra el puente, y los horarios de apertura se publican por adelantado en su página web.

## Tower Bridge Exhibition

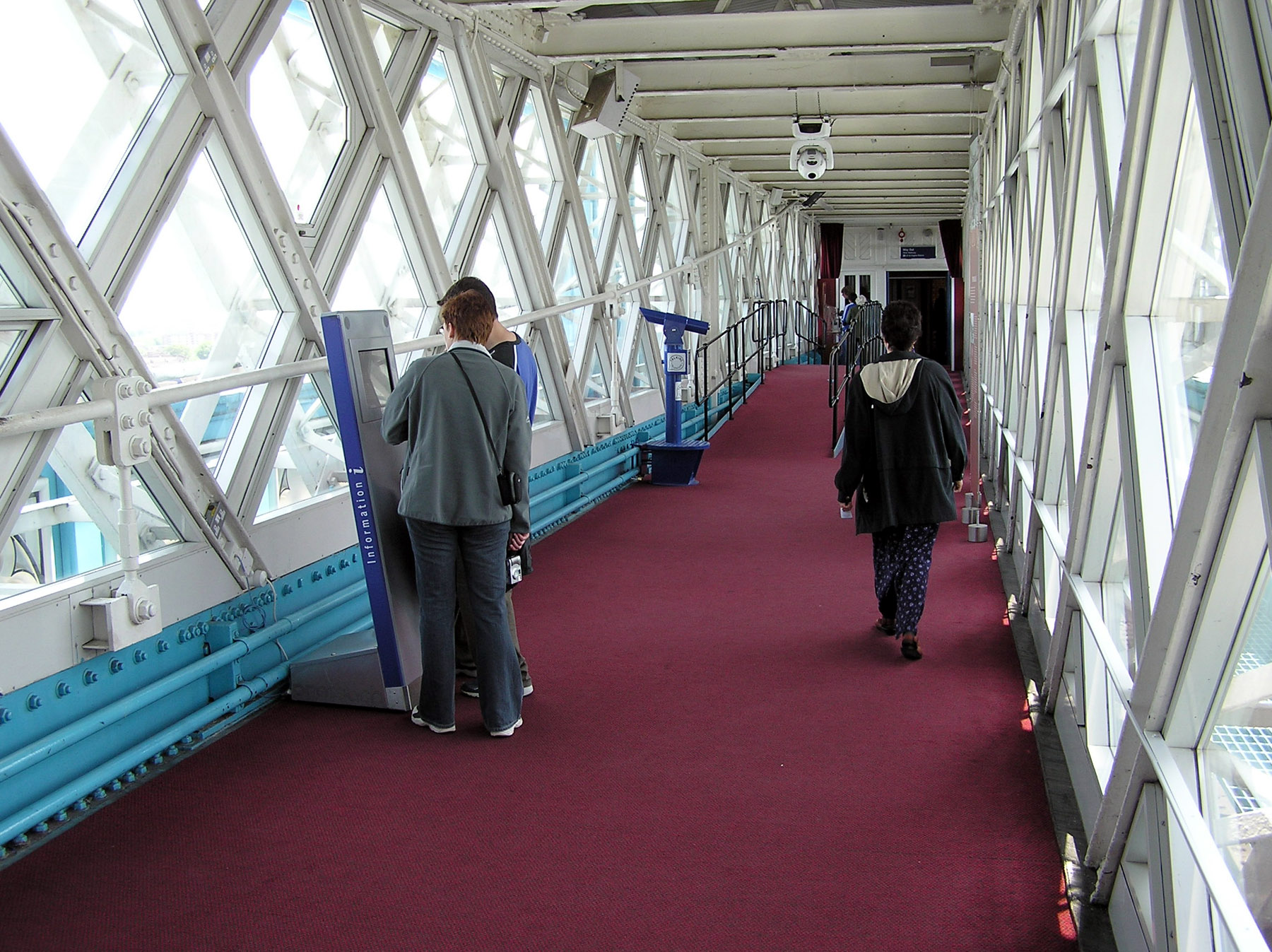
Interior de la pasarela entre las torres, usada como espacio de exposiciones.

La Tower Bridge Exhibition es una exposición situada en las torres gemelas del puente, las pasarelas entre las torres y las salas de máquinas victorianas. Usa películas, fotografías y pantallas interactivas para explicar por qué y cómo se construyó el Puente de la Torre. Los visitantes pueden acceder a las máquinas de vapor originales que antiguamente impulsaban las básculas del puente, situadas en un edificio cerca del extremo sur del puente.
La exposición cobra una tarifa de entrada. La entrada es desde el lado oeste de la cubierta del puente por la torre norte, desde donde los visitantes ascienden a la planta cuarta en ascensor antes de cruzar las pasarelas hacia la torre sur. En las torres y pasarelas hay una exposición sobre la historia del puente. Las pasarelas también proporcionan vistas sobre la ciudad, la Torre de Londres y la Pool of London, y tienen una sección con suelo de cristal. Desde la torre sur, los visitantes pueden visitar las salas de máquinas, donde se encuentran los motores de vapor originales, que están situados en un edificio separado junto al acceso sur al puente.

## Reacción

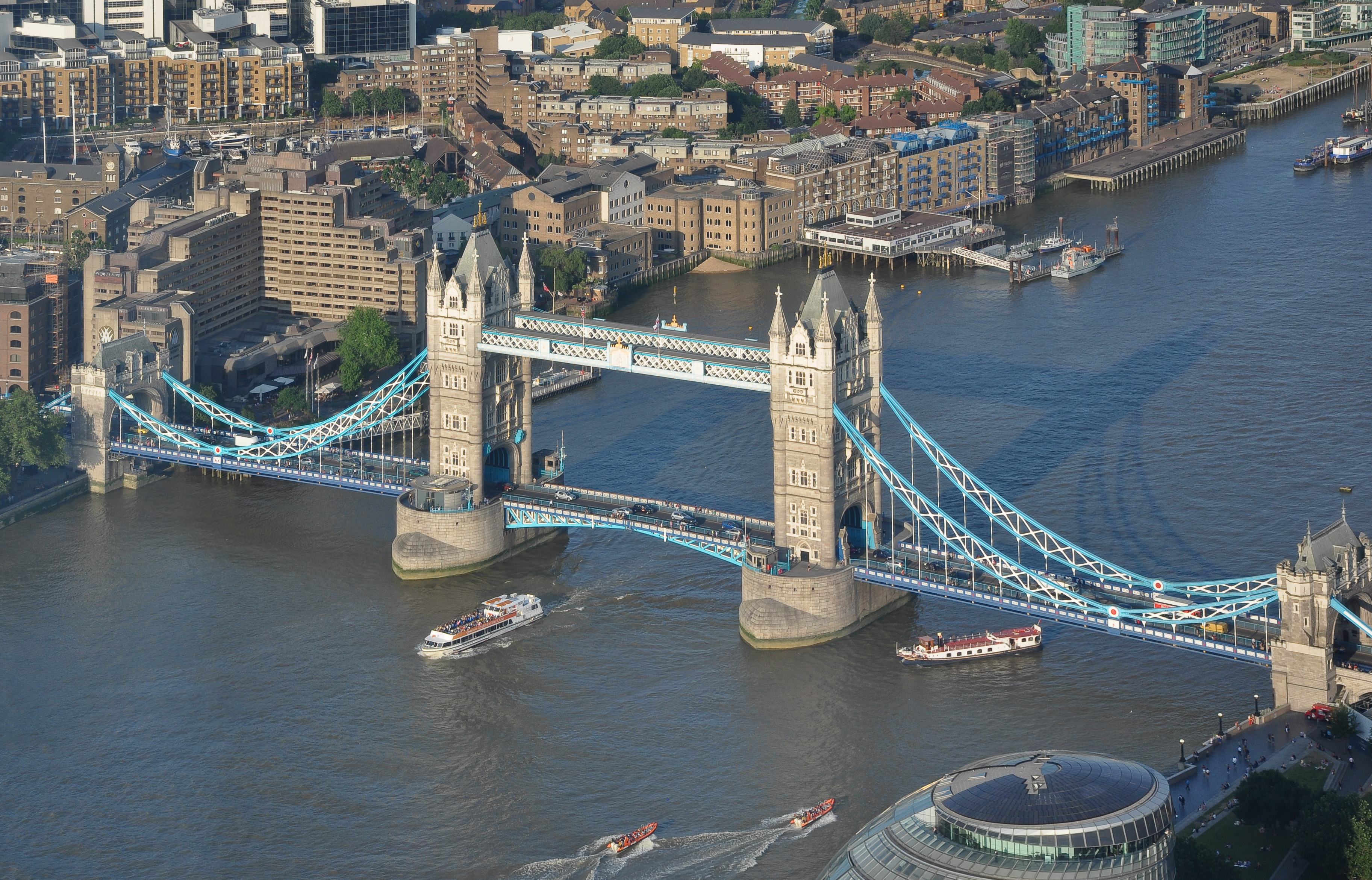
Vista aérea del Puente de la Torre.

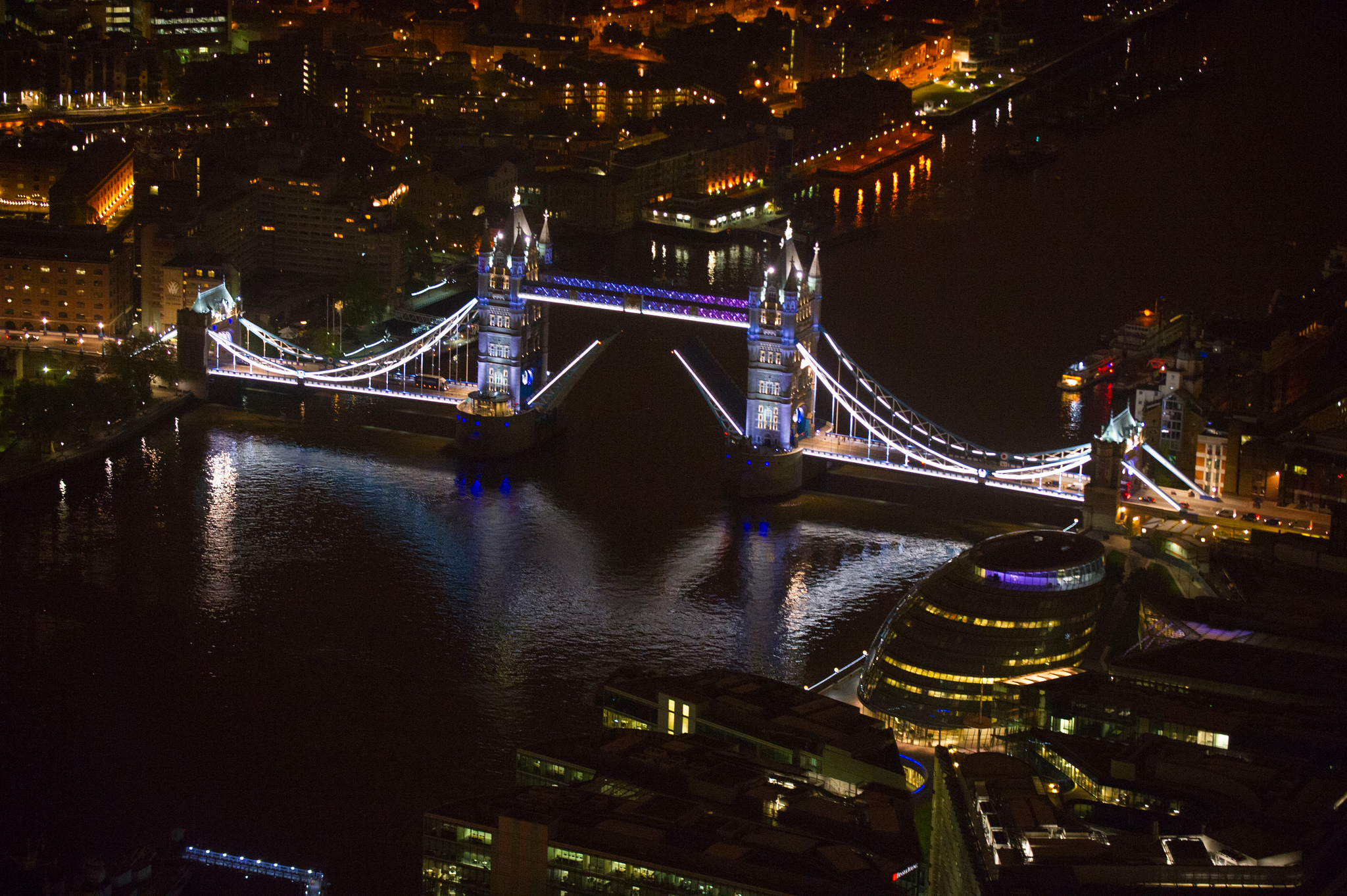
Vista aérea por la noche, con el puente abierto.

Aunque el Puente de la Torre es indudablemente un monumento emblemático de Londres, los comentaristas profesionales de principios del siglo xx fueron críticos con su estética. «Representa el vicio de la cursilería y la pretenciosidad, y la falsificación de los hechos reales de la estructura», escribió Henry Heathcote Statham, mientras que Frank Brangwyn afirmó: «Nunca se ha construido una estructura más absurda que el Puente de la Torre para cruzar un río estratégico».
Por otra parte, Benjamin Crisler, el crítico de cine del New York Times, escribió en 1938: «Los británicos tienen tres únicas y valiosas instituciones que nosotros en América no tenemos: la Carta Magna, el Puente de la Torre y Alfred Hitchcock».
El historiador de arquitectura Dan Cruickshank seleccionó al Puente de la Torre como una de sus cuatro estructuras para la serie documental de televisión de la BBC de 2002 Britain's Best Buildings.
El Puente de la Torre es confundido a menudo con el Puente de Londres, el siguiente puente río arriba del Támesis. Una popular leyenda urbana afirma que en 1968, Robert P. McCulloch, el comprador del antiguo Puente de Londres que fue transportado a Lake Havasu City (Arizona), creía que estaba comprando el Puente de la Torre. Esto fue negado por el propio McCulloch y ha sido desacreditado por Ivan Luckin, el vendedor del puente.
En la ciudad de Suzhou (China) se ha construido una réplica parcial del Puente de la Torre. La réplica difiere del original en que no tiene mecanismo de elevación y que tiene cuatro torres separadas.

## Incidentes
El 10 de agosto de 1912 Francis McClean voló entre las básculas y las pasarelas con su hidroavión Short Brothers S.33.
En diciembre de 1952, el puente se abrió mientras lo estaba cruzando un autobús de dos pisos desde la orilla sur. En esa época, el portero debía tocar una campana de advertencia y cerrar las puertas cuando el puente estuviera vacío, antes de que el vigilante ordenara que se levantara el puente. El proceso falló mientras estaba de servicio un vigilante de relevo. El autobús estaba cerca del borde de la báscula sur cuando esta se empezó a elevar; el conductor Albert Gunter tomó en una fracción de segundo la decisión de acelerar, atravesando una brecha de un metro para caer casi dos metros hacia la báscula norte, que todavía no se había empezado a levantar. No hubo heridos graves. La City Corporation recompensó a Gunter con diez libras (equivalentes a £306 en la actualidad) por su acto de valentía.
El 5 de abril de 1968 un avión de combate Hawker Hunter FGA.9 del 1.º Escuadrón de la Royal Air Force, pilotado por Alan Pollock, voló a través del Puente de la Torre. Decepcionado porque la RAF no iba a celebrar su quincuagésimo cumpleaños con un desfile aéreo, Pollock decidió hacer algo él mismo. Sin autorización, Pollock voló el Hunter a baja altitud a lo largo del Támesis, pasó el Palacio de Westminster, y continuó hacia el Puente de la Torre atravesándolo por debajo de la pasarela, comentando después que fue una idea de último momento cuando vio que se acercaba al puente. Pollock fue puesto bajo arresto al aterrizar, y expulsado de la RAF por motivos de salud sin la posibilidad de defenderse en una corte marcial.
En el verano de 1973, una aeronave Beagle Pup voló dos veces bajo la pasarela peatonal del Puente de la Torre, pilotada por el secretario de bolsa de 29 años de edad Paul Martin. Martin estaba en libertad bajo fianza tras las acusaciones de fraude bursátil. Posteriormente sobrevoló varios edificios de la City, antes de volar en dirección norte hacia el Distrito de los Lagos, donde murió cuando se estrelló su avión unas dos horas más tarde.
En mayo de 1997, la caravana del presidente de los Estados Unidos Bill Clinton fue dividida en dos por la apertura del puente. La barcaza de vela Gladys, de camino a un encuentro en St Katharine Docks, llegó a tiempo y el puente se abrió para ella. De vuelta de un almuerzo junto al Támesis en el restaurante Le Pont de la Tour con el primer ministro del Reino Unido Tony Blair, Clinton fue menos puntual y llegó justo cuando el puente se estaba levantando. La apertura del puente dividió la caravana en dos, para consternación del personal de seguridad. Se cita a un portavoz del Puente de la Torre diciendo: «Intentamos contactar con la embajada de los Estados Unidos, pero no contestaron el teléfono».
El 19 de agosto de 1999, Jef Smith, un freeman de la City de Londres, condujo un rebaño de dos ovejas a través del puente. Estaba ejerciendo un antiguo permiso reclamado, concedido como un derecho a los freemen, para hacer reflexionar sobre los poderes de los ciudadanos mayores y la manera en la que se estaban erosionando sus derechos.
El 31 de octubre de 2003 antes del amanecer, David Crick, un activista de Fathers 4 Justice, escaló una grúa torre de unos treinta metros cerca del Puente de la Torre en el inicio de una protesta de seis días vestido como Spider-Man. Temiendo por su seguridad y la de los motoristas en caso de que cayera, la policía acordonó la zona, cerrando el puente y las calles de los alrededores, lo que provocó una congestión generalizada del tráfico por toda la City y el este de Londres. La Policía Metropolitana de Londres fue criticada posteriormente por mantener el cierre durante cinco días cuando, a ojos de algunos ciudadanos, no era estrictamente necesario.
El 11 de mayo de 2009, seis personas fueron atrapadas y resultaron heridas después de que cayera un ascensor tres metros dentro de la torre norte.